# الرياضة في الإمارات
الرياضة في الإمارات تحرص دولة الإمارات على دعم الأنواع المختلفة للرياضات سواء كانت برية أو مائية. ويظهر هذا الدعم جلياً في المرافق الرياضية المنتشرة في أرجاء الدولة، والاستثمارات الكبيرة في مجال الرياضة والترفيه. تعرف من خلال هذا القسم على الرياضات التقليدية والحديثة في دولة الإمارات، والمرافق الرياضية وأماكن الترفيه المختلفة، وخطط واسترتيجيات الدولة في قطاع الرياضة والترفيه.

## الرياضة في الإمارات
منذ تأسيس دولة الإمارات في عام 1971، أولت القيادة كل الاهتمام للنمو، والرعاية الاجتماعية، وإضفاء الطابع المؤسسي على قطاع الرياضة نظراً لدوره الهام في التنمية والنهوض بالأمة. ويقع إنشاء النوادي الرياضية والحفاظ عليها ضمن نطاق خدمات التنمية الاجتماعية.
وتحرص دولة الإمارات على توفير الدعم اللازم للرياضة في البلاد، من خلال إنشاء العديد من المرافق الرياضية الحديثة مثل ملاعب كرة القدم، وحلبات سباق السيارات، وملاعب الغولف، ومراكز التدريب في جميع أنحاء الدولة، لخدمة الرياضيين المحترفين والمبتدئين.
إدارياً مرَّ قطاع الرياضة في الإمارات بعدد من المراحل، من تشكيل وزارة الشباب والرياضة في العام 1971، إلى دمج هذه الوزارة مع وزارة التربية والتعليم، ثم المجلس الأعلى للشباب والرياضة، ثم إعادة تشكيل وزارة الشباب والرياضة وبعد ذلك دمج وزارتي الشباب والرياضة والتربية والتعليم لتصبح وزارة التربية والتعليم والشباب، ثم الهيئة العامة لرعاية الشباب والرياضة، ثم الهيئة العامة للرياضة بعد فصل الشباب في العام 2017، وبعد ذلك صدر قرار من رئاسة مجلس الوزراء بتخصيص وزارة للرياضة لتعمل على دعم وتشجيع الرياضة وتقديم كافة المستلزمات للارتقاء بها وتشجيع الرياضيين على التميز والإبداع.

## الرياضة ورؤية الإمارات 2021
يعد الحفاظ على مجتمع متلاحم يعتز بهويته وانتمائه واحدا من المحاور الستة الرئيسية في الأجندة الوطنية لرؤية الإمارات 2021. ويتضمن هذا المحور مؤشر عدد الميداليات الأولمبية التي تحصدها الدولة، والذي يقيس الإنجازات والميداليات المحصلة في البطولات الأولمبية والبارالمبية في الرياضات المختلفة.

## الرياضة في الميزانية الاتحادية
في أكتوبر 2015، اعتمد مجلس الوزراء مشروع الميزانية العامة للاتحاد للعام 2016 بتكلفة بلغت 48.5 مليار درهم إماراتي. وتم تخصيص أكثر من نصف الميزانية لقطاعات التعليم، والتنمية الاجتماعية، والخدمات العامة، والصحة. وتلقى قطاع التنمية الاجتماعية ما نسبته 15.5 بالمئة من الميزانية بتكلفة 7.5 مليار درهم. وتدعم الحكومة قطاع التنمية الاجتماعية من خلال الأموال العامة المخصصة لعدد من الأولويات منها النوادي الرياضية، وشؤون الأطفال والشباب والأسرة، وذوي الاحتياجات الخاصة، وغيرها.

## الجهات المسؤولة عن قطاع الرياضة
تعتبر الهيئة العامة لرعاية الشباب والرياضة السلطة الحكومية العليا المختصة برعاية قطاع الشباب والرياضة في الدولة وفقاً للمرسوم بقانون رقم (7) لسنة 2008. وتضطلع الهيئة بعدد من المسؤوليات المتعلقة بقطاع الرياضة وهي:
- تطبيق سياسة الحكومة المتعلقة بقطاع الرياضة
- نشر ثقافة الرياضة في مختلف الاوساط المجتمعية بحيث تصبح الرياضة اسلوب حياة قادر على إنتاج مواطنين اصحاء
- تحقيق نتائج رياضية متميزة في مختلف الميادين الإقليمية والقارية والدولية
- الاهتمام بذوي الاحتياجات الخاصة والعنصر النسائي والعناية بهم واتخاذ الإجراءات الكفيلة بإشراكهم في الأنشطة الرياضية

وتقيم الهيئة عددا من الفعاليات والمسابقات لدعم قطاع الرياضة في الدولة. وتكمل المجالس الرياضية المحلية عمل الهيئة في كل من:
- أبوظبي
- دبي
- الشارقة

### جهات حكومية أُخرى تعنى بقطاع الرياضة في دولة الإمارات
- الاتحاد الرياضي لمؤسسات التعليم العالي
- اللجنة الأولمبية الوطنية
- هيئة الإمارات لسباق الخيل (باللغة الإنجليزية)
- اتحاد الإمارات للفروسية (باللغة الإنجليزية)
- اتحاد الإمارات العربية لكرة القدم
- اتحاد الإمارات لرياضة السيارات
- نادي السيارات والسياحة للإمارات العربية المتحدة
- جمعية الإمارات للغوص
- اتحاد الإمارات للغولف
- أكاديمية فاطمة بنت مبارك للرياضة النسائية

## الرياضات التقليدية
قديما، اشتهرت المنطقة التي تضم دولة الإمارات العربية المتحدة بممارسة الصيد بالصقور، وسباقات الخيل، والهجن، واستعمال كلاب الصيد، والمراكب الشراعية الخشبية المعروفة باسم «داو» والتي شكلت بمجموعها جزءا أساسيا من أسلوب الحياة. ومع مرور الوقت وتغير القوانين، أصبحت هذه الرياضات تمارس بشكل منظم وضمن مسابقات خاصة تقام لهذا الغرض.

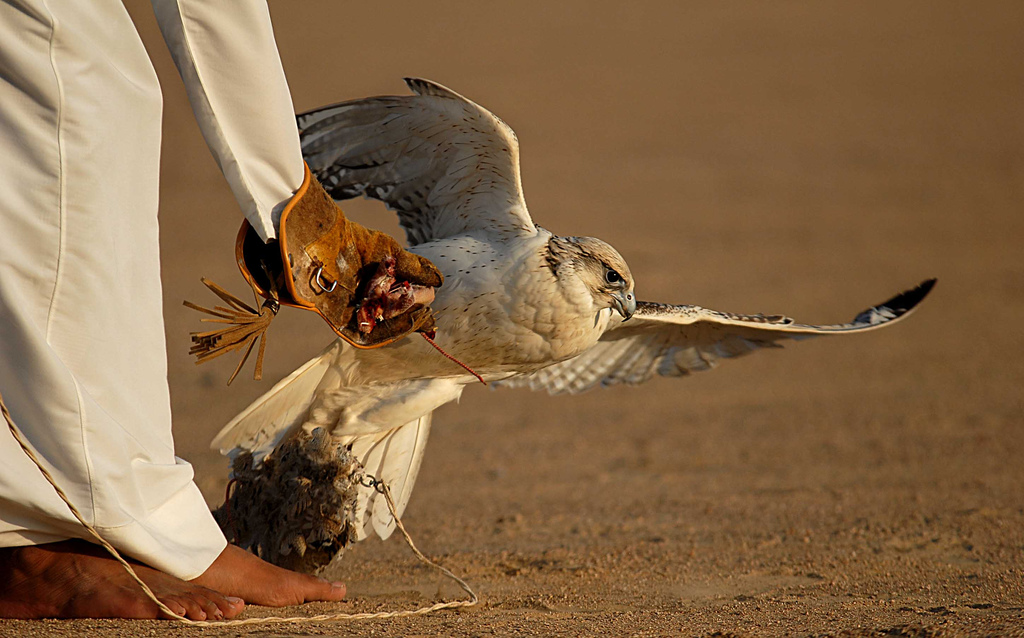
صياد مع صقره في الإمارات العربية المتحدة

### الصيد بالصقور
مع انتهاء موسم الصيد السنوي، تخضع الصقور لسلسة من الاختبارات الطبية في مشفى أبوظبي للصقور، حيث يتم إطلاق السليمة منها فقط إلى البرية، في حين تتم معالجة الصقور الأخرى في المستشفى. ويتم وضع رقاقة معدنية صغيرة على رجل كل طير من أجل تحديد هويته ومكانه وكذلك بغرض الحماية.

### رياضات الفروسية
تحظى رياضة الفروسية بشعبية واسعة في دولة الإمارات، ويشتهر الشعب الإماراتي سواءً كانوا من أفراد الأسر الحاكمة أو من المواطنين بسمعتهم العالمية في هذه الرياضة وتعلقهم بها. وتتضمن مسابقات الفروسية في الدولة العديد من سباقات المضمار، والقفز الاستعراضي، ومسابقات جمال الخيول، وسباقات القدرة التي أطلقها الشيخ سلطان بن زايد آل نهيان، وأيضًا سلسلة سباقات كأس رئيس الدولة للخيول العربية الأصيلة.
ويعد كل من محمد بن راشد آل مكتوم وابنه الشيخ حمدان بن محمد بن راشد آل مكتوم من الفرسان الموهوبين والمتميزين، وفازوا بالعديد من منافسات سباقات التحمل الدولية. وأسس الشيخ محمد بن راشد آل مكتوم فريق جودلفين لسباقات الخيل العالمية، إضافة لإسطبلات رائدة في رعاية وتربية الخيول الأصيلة وهي اسطبلات دارلي في المملكة المتحدة.

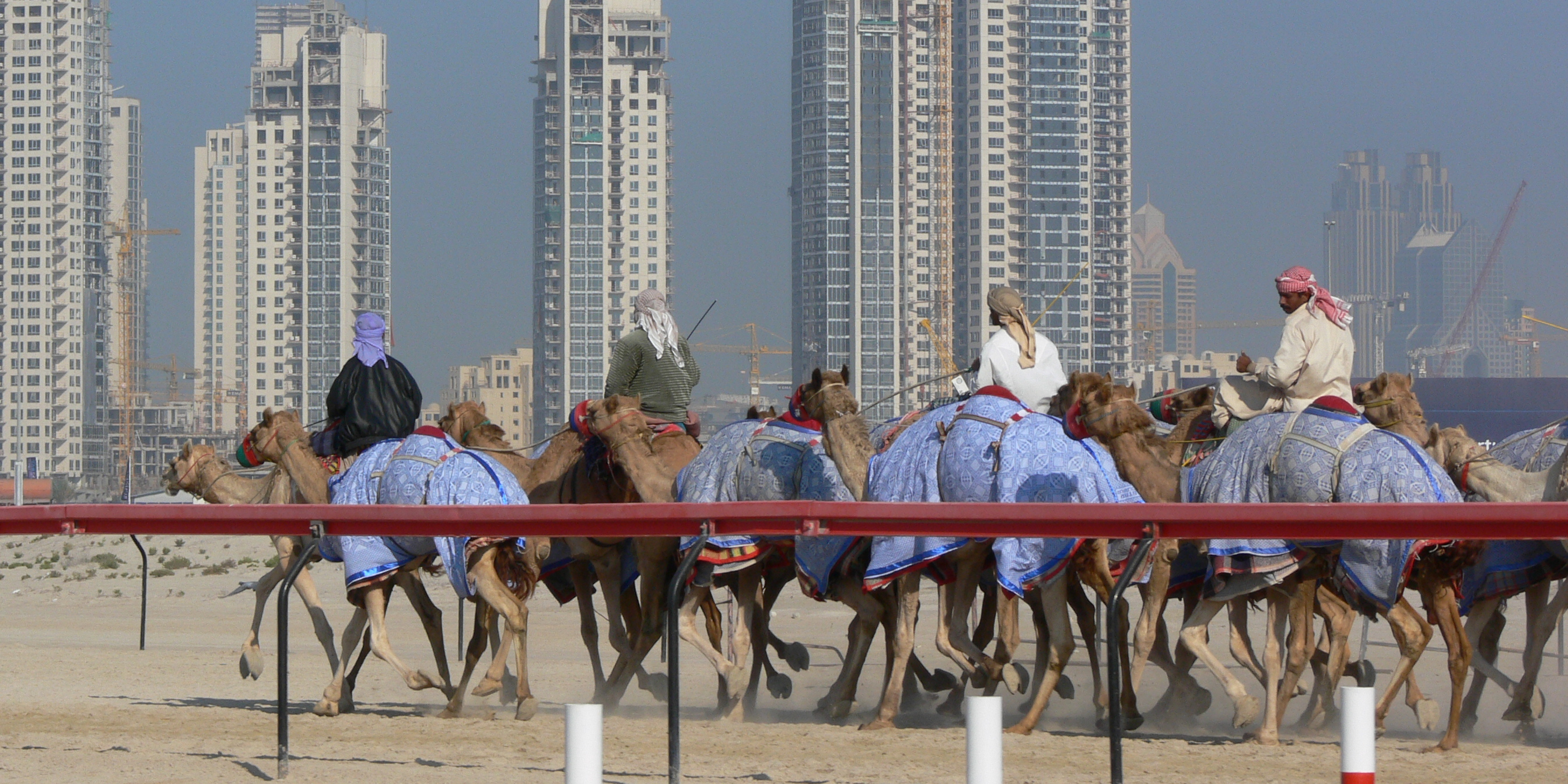
سباقات الهجن في دبي

### سباقات الهجن
كانت هذه السباقات تقام في بشكل رئيسي إحياء لمناسبات اجتماعية معينية مثل احتفالات الزواج، والاحتفالات الدينية، أو لدى زيارة أحد الشيوخ لإحدى القرى البدوية. واليوم باتت هذه السباقات تنظم ضمن منافسات كبيرة تقدم فيها جوائز قيمة للفائزين تصل قيمتها إلى ملايين الدراهم.
وتعتبر السلالة المحلية «محليات»، وذات الاصل العماني «عمانيات» والسودانية «سودانيات» والهجينية «مهجنات» السلالات الأكثر مشاركة في هذا النوع من السباقات.

### مصارعة الثيران
لا تزال منافسات مصارعة الثيران تقام في الفجيرة بشكل أسبوعي، طيلة الفترة التي يكون فيها الطقس مناسبا لهذا النوع من النشاطات.

## الرياضات الحديثة
تنتشر في دولة الامارات العديد من الرياضات المتنوعة مثل كرة القدم، والتنس، والغولف، والبولو، وسباق السيارات، والركبي، والابحار، وغيرها. ويدعم هذه الرياضات وجود بنية تحتية حديثة ومتطورة من ملاعب كرة قدم وملاعب تنس وملاعب غولف ومضامير سباقات سيارات،وغيرها.
وتعتبر كرة القدم من أهم الرياضات الجماعية ذات الجماهيرية العالية في دولة الامارات.

## رياضة أصحاب الهمم
بدأت حركة الأنشطة الرياضية لأصحاب الهمم في دولة الإمارات في أوائل الثمانينيات، حيث قام مجموعة من الأشخاص ذوي الإعاقة الحركية بممارسة النشاط الرياضي من خلال مدينة الشارقة للخدمات الإنسانية، وفي العام 1985 تم تشكيل لجنة لدعم الأشخاص ذوي الإعاقة في الشارقة، ثم في العام 1992 تم تشكيل نادي الثقة للمعاقين، ونادي دبي للمعاقين عام 1993، ونادي العين عام 1995، وغيرها من النوادي الخاصة بأصحاب الهمم، كما تم إنشاء إتحاد الإمارات لأصحاب الهمم في العام 1996، وقد ضمنت دولة الإمارات العربية المتحدة من خلال القانون الاتحادي رقم (4) لسنة 2023 الخاص بالرياضة، حق أصحاب الهمم بجميع فئاتهم ومن كلا الجنسين بممارسة الأنشطة الرياضية والبدنية في جميع القطاعات الدراسية والمهنية والأندية الرياضية، وتشكيل منتخبات وطنية للمشاركة في الأحداث الرياضية المختلفة.

## الرياضات الالكترونية
تشكلت جمعية الامارات للرياضات الالكترونية في العام 2015 ثم أعيدت تسميتها في العام 2021 لتصبح اتحاد الإمارات للألعاب الالكترونية. وهو منظمة رياضية تهدف للنهوض بالرياضة الالكترونية في دولة الإمارات، ونشر ثقافة ممارسة الرياضة الالكترونية، والاشراف على تنظيم مسابقات الرياضات الالكترونية، وتعزيز سمعة الدولة ومكانة الاتحاد في مختلف المحافل الدولية، والترويج للرياضة داخل الدولة وخارجها، بالإضافة إلى بناء قاعدة جماهيرية كبيرة من أفراد المجتمع لهذه الرياضة.

## الفعاليات الرياضية

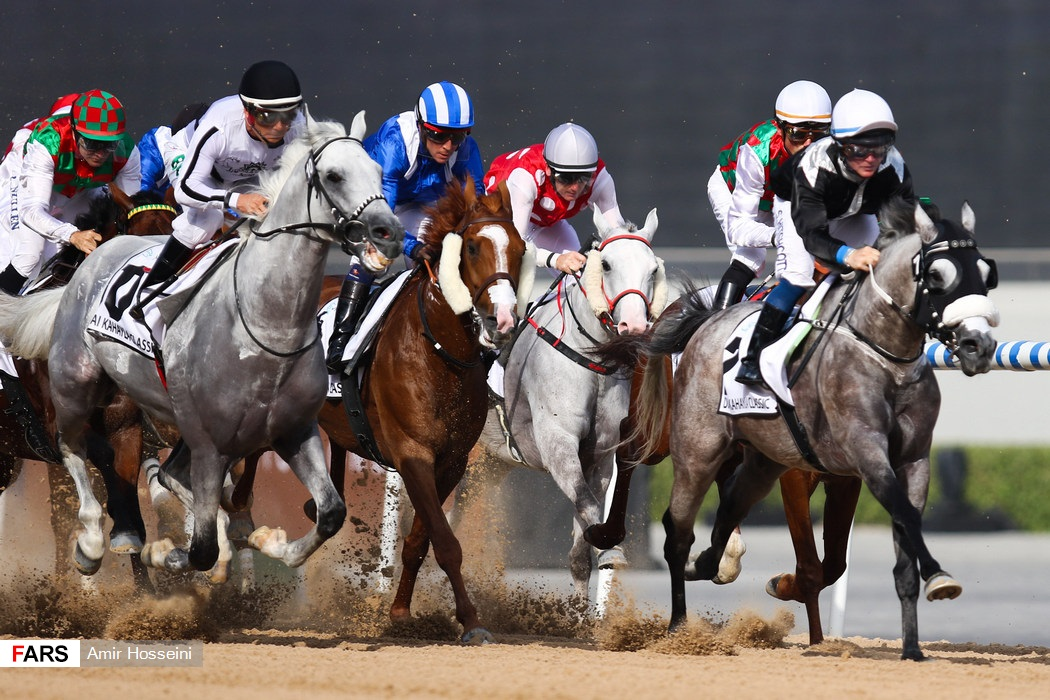
كأس دبي العالمي

تستضيف دولة الإمارات العربية المتحدة العديد من البطولات الرياضية تتضمن مشاركة لاعبين دوليين مشهورين، ومكافآت كبيرة، وتضم هذه البطولات ألعاب كرة القدم، والغولف، والكريكت، والتنس، وغيرها. ومن البطولات الرئيسية التي تقام في الدولة:
- دوري الخليج العربي
- بطولة أبو ظبي للغولف
- بطولة مبادلة العالمية للتنس
- بطولة أوميغا دبي ديزرت كلاسيك للغولف
- بطولات سوق دبي الحرة المفتوحة للتنس (باللغة الإنجليزية)
- بطولة طيران الإمارات لسباعيات دبي للرجبي (باللغة الإنجليزية)
- كأس دبي العالمي
- ويقام في دبي مطلع كل عام سباق الماراثون، والذي يجتذب ألاف المشاهدين والمشاركين المتحمسين من كافة أنحاء العالم. وتتراوح جوائزه المالية من 8,000 إلى 200,000 دولار أمريكي.
- مهرجان الصداقة الدولي للبيزرة
- مهرجان الظفرة للهجن
- المعرض الدولي للصيد والفروسية في أبو ظبي
- كأس رئيس الدولة للخيول العربية الأصيلة
- تحدي أبو ظبي الصحراوي
- سباق جائزة أبوظبي الكبرى للفورمولا 1
- سباق فولفو للمحيطات
- سباق قوارب التنين (باللغة الإنجليزية)

الفعاليات الرياضية - UAEinteract

## قانون الرياضة
صدر القانون الاتحادي رقم 4 لعام 2023 الخاص بالرياضة في دولة الإمارات العربية المتحدة والذي يشمل مواداً وبنوداً تسهم في تحقيق التطور في مختلف جوانب الرياضة ويهدف القانون إلى:
- توحيد وموائمة أهداف تطوير القطاع الرياضي على الصعيدين المحلي والاتحادي
- بناء مجتمع رياضي متميز بالشراكة بين القطاعين الحكومي والخاص
- دعم الجهات الرياضية لتحقيق أهدافها الرياضية والمجتمعية والتنافسية
- تشجيع الأطفال والشباب وكبار السن والأشخاص ذوي الإعاقة من كلا الجنسين على ممارسة الأنشطة الرياضية
- تشجيع القطاع الخاص للاستثمار في القطاع الرياضي
- حوكمة القطاع الرياضي

## طابع بريدي تذكاري
أصدرت مجموعة بريد الإمارات بالتعاون مع الهيئة العامة للرياضة طوابع تذكارية مميزة والتي تحمل صورة شعار (رياضة الإمارات في 50 عام) وذلك  لدعم الرياضة في دولة الإمارات العربية المتحدة.